# Бластоидеи
Бластоидеи (морские бутоны, лат. Blastoidea) — класс вымерших беспозвоночных животных из группы Иглокожие.

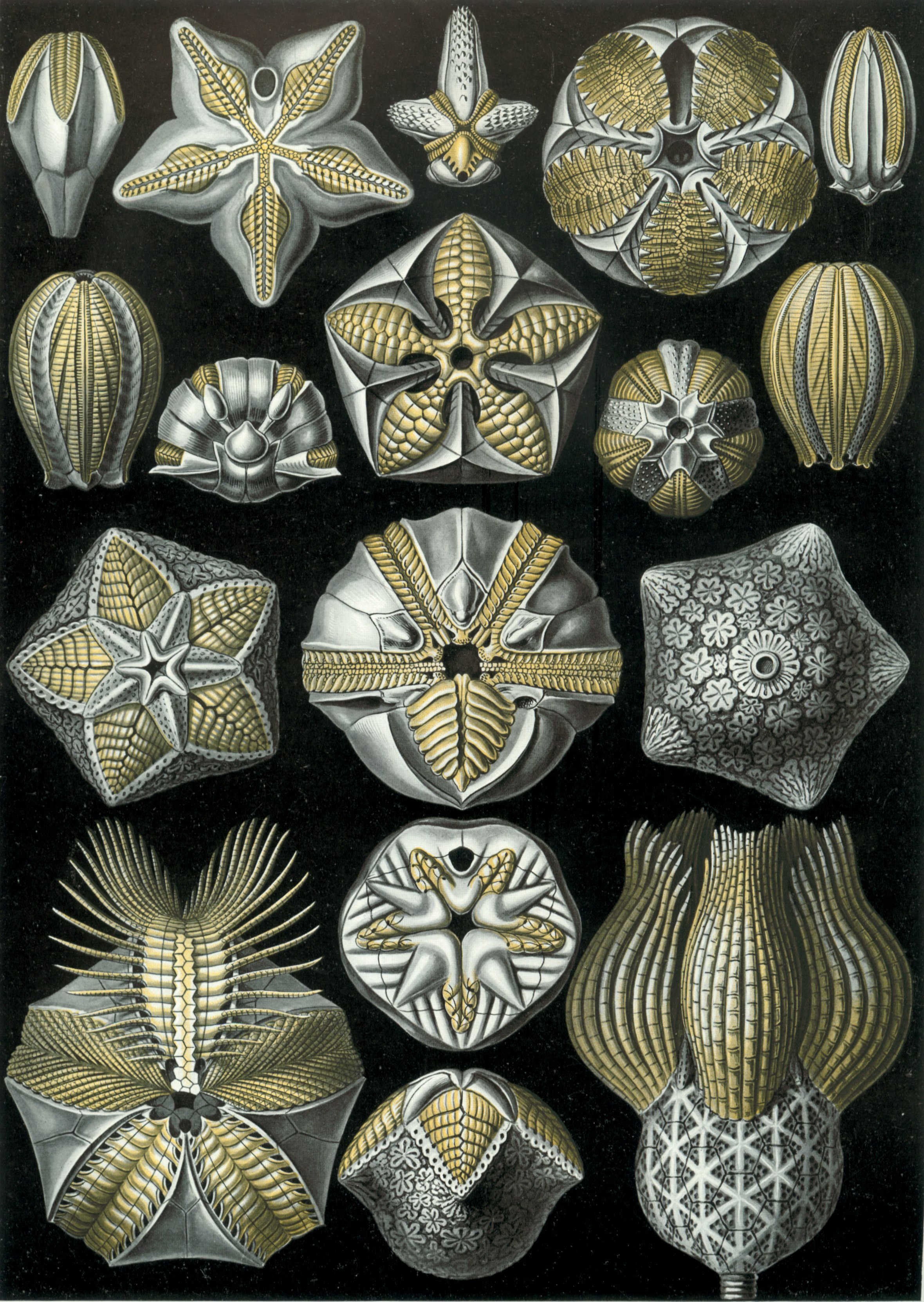

Длина до 35 см. Жили с ордовика по пермь (470,0—251,3 млн лет назад).
Характеризуются бутонообразной чашечкой пятилучевого строения. Снабжены были коротким стебельком, служившим для прикрепления к подводным предметам. Чашечка состоит из 13 соединённых между собой известковых пластинок, расположенных в три пояса с пятью амбулакральными полями. Наибольшим распространением бластоидеи пользуются в каменноугольном известняке (область реки Миссисипи), реже встречаются в девонских отложениях (Эйфель, Испания и пр.) и в виде редких представителей в верхнесилурийских отложениях.

## Классификация
Класс включает следующие семейства и роды:
- - †Lysocystites
  - †Macurdablastus Broadhead, 1984
  - †Zygocrinus Bronn, 1848
- †Coronata Jaekel, 1918
- †Spiraculata Jaekel, 1918
- †Fissiculata Jaekel, 1918
- †Granatocrinida Bather, 1900
- †Pentremitida Matsumoto, 1929
- †Troosticrinida Bather, 1900